# Fregaty rakietowe typu 125
Fregaty rakietowe typu 125 – typ niemieckich fregat rakietowych, których budowa została zatwierdzona w 2007. Przez różne opóźnienia pierwsza jednostka weszła do służby w 2019.

## Historia
20 czerwca 2007 Bundestag zatwierdził projekt budowy 4 fregat rakietowych typu 125 dla  Niemieckiej Marynarki Wojennej. Łączny koszt budowy okrętów ma wynieść 2,6 mld euro. Nowe okręty mają zastąpić w służbie fregaty typu 122. W porównaniu do okrętów które mają być zastępowane, do zadań nowych jednostek dodano współpracę z siłami specjalnymi i  możliwość atakowania celów lądowych. Z myślą o udziale w misjach pokojowych okręty mają być wyposażone w broń obezwładniającą i nie powodującą śmierci atakowanych. Na okrętach dzięki wydłużeniu okresów między remontami misje mogą być przedłużane do 2 lat. Dzięki automatyzacji urządzeń okrętowych możliwa była redukcja załogi do około 100 osób. Zdobyte dzięki temu miejsce może być wykorzystane dla sił specjalnych lub dla członków załogi zapasowej.
Urządzenia radarowe i komunikacyjne mają być umieszczone w dwóch masztach w kształcie piramid. Maszty jak i konstrukcja kadłuba opracowano z uwzględnieniem ograniczonych sygnatur (RCS) dzięki czemu okręt jest nieco trudniejszy do wykrycia za pomocą urządzeń radiolokacyjnych i czujników działających w podczerwieni.
Fregaty typu F 125 są krytykowane jako okręty budowane według błędnych założeń, z myślą głównie o misjach stabilizacyjnych i zwalczaniu zagrożeń asymetrycznych, a przez to niedozbrojone i dysponujące niską wartością bojową. Ponadto, do ich wad należy awaryjny napęd i problemy ze statecznością.
| Znak taktyczny | Nazwa               | Stocznia                    | Położenie stępki     | Wodowanie        | Wejście do służby |
| -------------- | ------------------- | --------------------------- | -------------------- | ---------------- | ----------------- |
| F222           | Baden-Württemberg   | ThyssenKrupp Marine Systems | 2 listopada 2011     | 12 grudnia 2013  | 17 czerwca 2019   |
| F223           | Nordrhein-Westfalen | Lürssen                     | 24 października 2012 | 16 kwietnia 2015 | 10 czerwca 2020   |
| F224           | Sachsen-Anhalt      | ThyssenKrupp Marine Systems | 4 czerwca 2014       | 4 marca 2016     | 17 maja 2021      |
| F225           | Rheinland-Pfalz     | Lürssen                     | 29 stycznia 2015     | 24 maja 2017     | planowana 2021Q3  |